# Pierre Bernard (peintre)
Pour les articles homonymes, voir Bernard et Pierre Bernard.
Pierre Bernard est un peintre et portraitiste pastelliste français, né à Paris en 1704 (baptisé dans la paroisse de Saint-Jacques-la-Boucherie en août 1704) et mort à Marseille le 7 novembre 1777. Au niveau artistique, il a parfois été comparé à Maurice Quentin de La Tour, notamment par l'historien Joseph Billioud (Un Latour marseillais : Pierre Bernard, 1704-1777).

## Biographie
Petit-fils du sculpteur marseillais Honoré Bernard et fils du peintre et sculpteur nommé lui aussi Pierre Bernard, il est, selon Marie-Paule Vial qui s'appuie sur des textes de l'historien Joseph Billioud, le cousin de la portraitiste Françoise Duparc mais selon Neil Jeffares (Dictionary of pastellists before 1800), il serait plutôt le cousin du sculpteur Antoine Duparc, le père de Françoise Duparc et donc, l'oncle de cette dernière.

## Œuvre
- Portrait de Catherine Jars, 1755, pastel, 58 × 47 cm, Collection privée, Vente Piasa 2003[5]
- Portrait de jeune homme, 1763, pastel sur papier, 50 × 40 cm, Musée des beaux-arts de Budapest[6]

## Galerie d'images

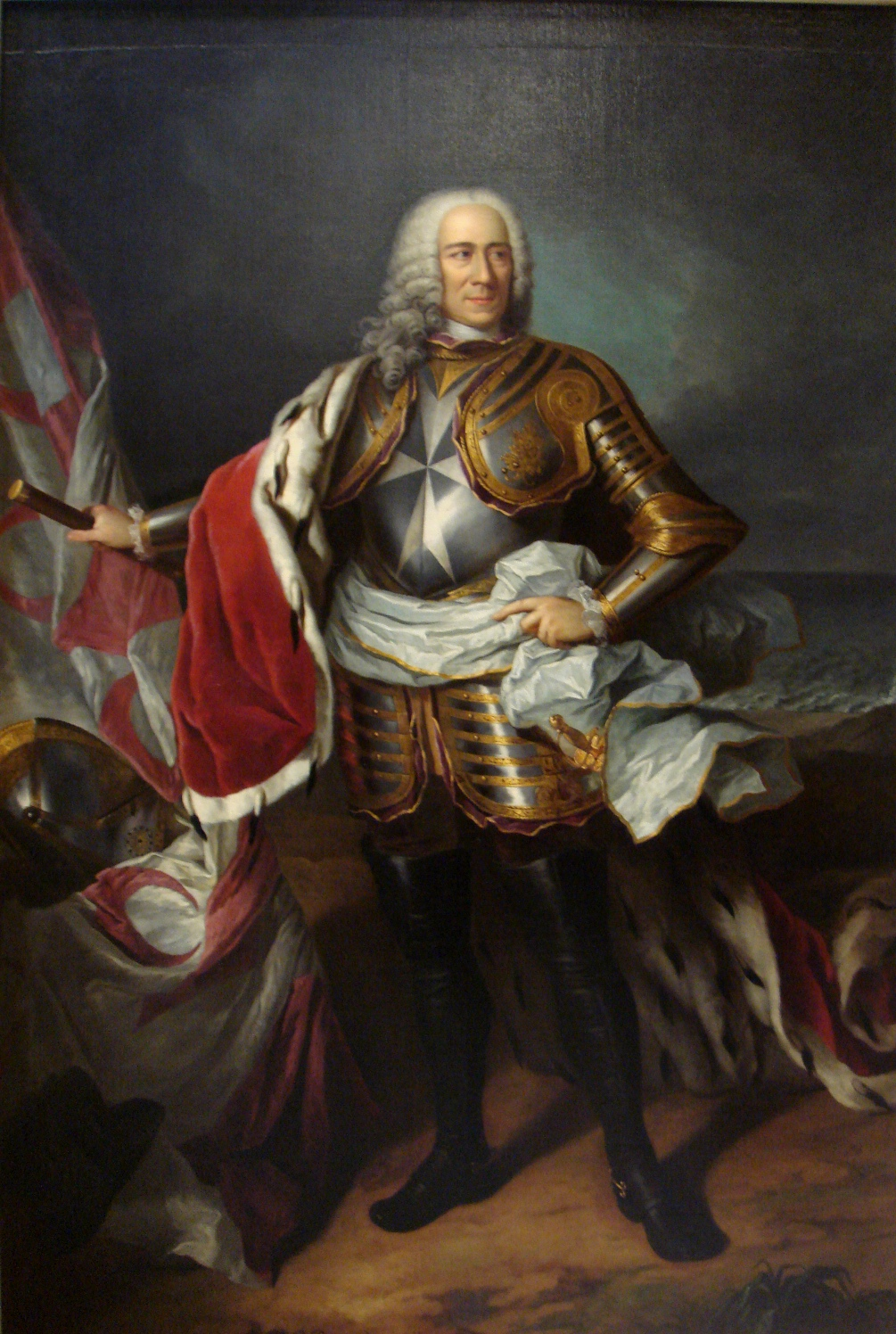
Emmanuel Pinto de Fonseca
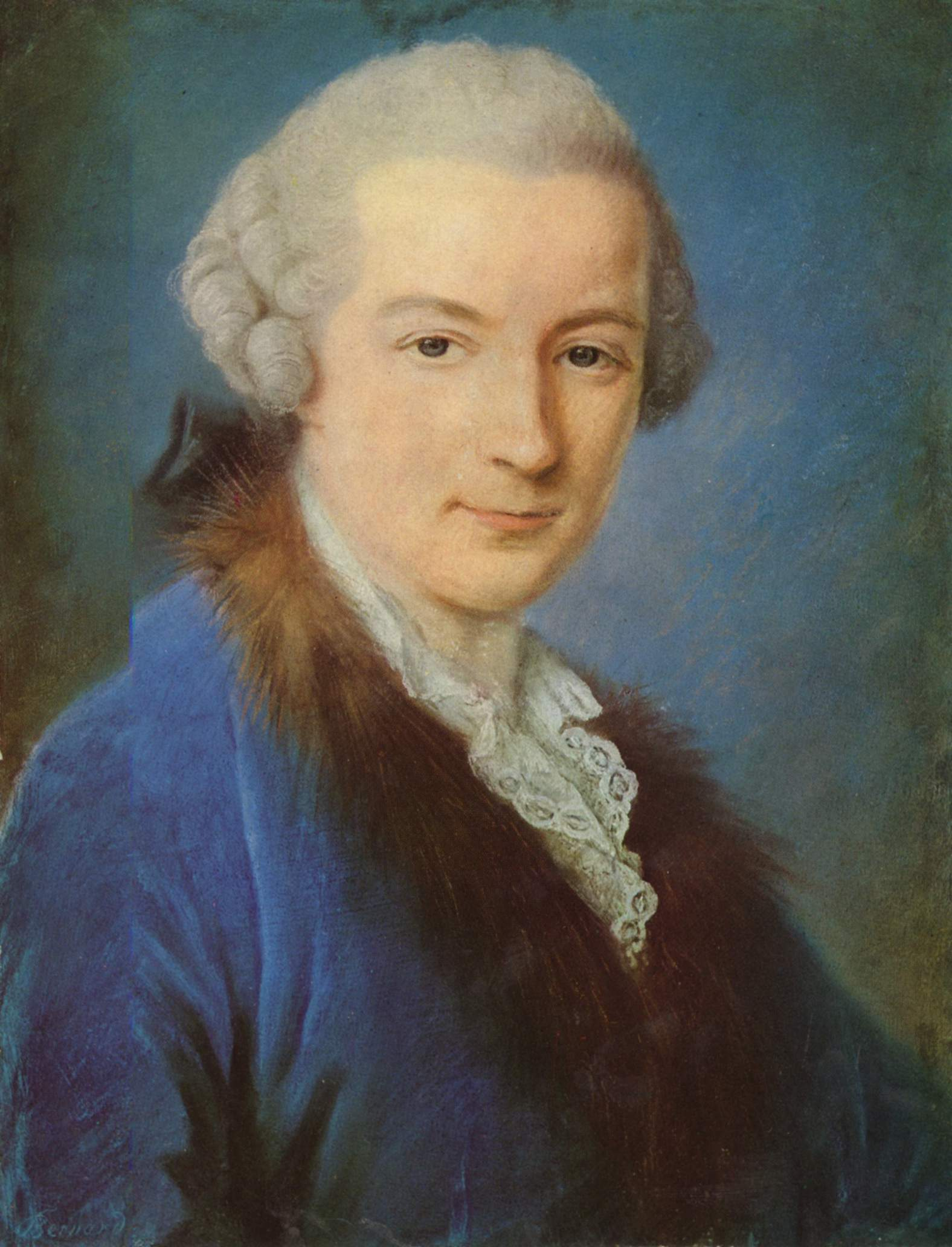
Portrait de jeune homme, 1763 Musée de Budapest
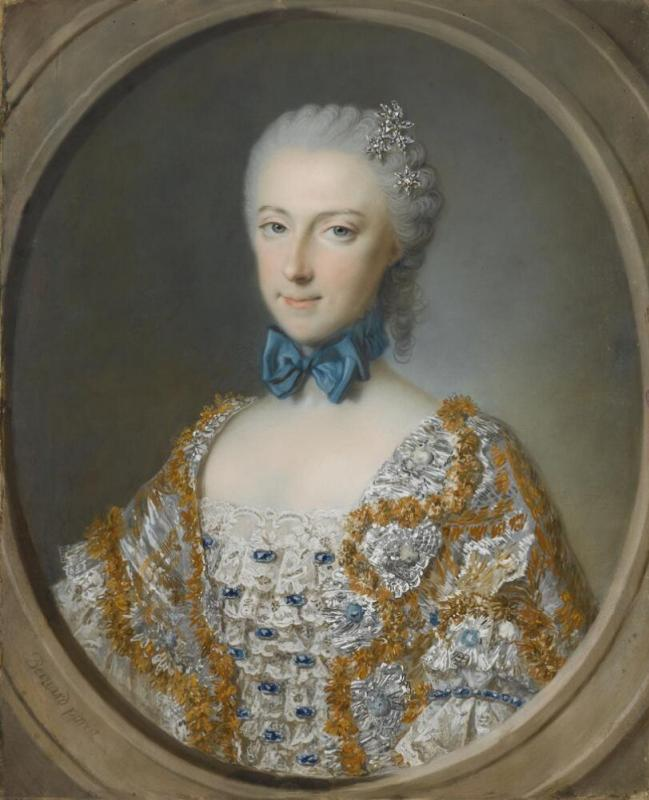
Maria Anna of Austria